# New Salisbury
New Salisbury est une communauté non incorporée du comté de Harrison, dans l'Indiana, aux États-Unis. Elle se situe à l'intersection de l'Indiana State Road 135 et de l'Indiana State Road 64, à un peu moins de 13 km au nord de Corydon.
Durant le Raid de Morgan de la guerre de Sécession, la ville est mise à sac par les Confédérés qui avançaient vers Salem au nord après la bataille de Corydon ; ils y campent la nuit du 9 juin 1863.
New Salisbury a envoyé une requête à l'État de l'Indiana visant à permettre son incorporation en municipalité.

## Source
- (en) Cet article est partiellement ou en totalité issu de l’article de Wikipédia en anglais intitulé « New Salisbury, Indiana » (voir la liste des auteurs).